# Tino Costa
Alberto Facundo „Tino“ Costa (* 9. Januar 1985 in Las Flores in der Provinz Buenos Aires, Argentinien), meist nur kurz Tino Costa genannt, ist ein argentinischer Fußballspieler.

## Karriere

### Spielerprofil
Tino Costa ist ein kreativer und agiler zentraler Mittelfeldspieler mit Präzision. Dieser Linksfuß verfügt über eine großartige Technik, starken Schuss, unter anderem bei ruhenden Bällen (Standardsituationen), und auch Zug zum gegnerischen Tor.

### Im Verein

#### Die Anfänge der Fußballkarriere
Seine Fußballkarriere begann in seiner Jugend beim AC La Terraza in der Umgebung seiner Heimatstadt Las Flores.
Ende 2000 verließ Tino Costa seine argentinische Heimat in Richtung Karibik auf die französische Insel Guadeloupe zum Amateurverein Racing Club de Basse-Terre. Zu diesem lebensverändernenden Angebot verhalf ihm ein Freund der auf der Insel arbeitete. Insgeheim erhoffte er sich dadurch die Möglichkeit von dort aus nach Frankreich bzw. in ein anderes europäisches Land zu wechseln. Kurz davor hatte der Argentinier ein Probetraining beim argentinischen Traditionsverein Estudiantes de La Plata absolviert, dort fand Tino Costa kaum Beachtung. 2003 folgten weitere Probetrainings, diesmal in Auxerre, Lyon, unter anderem wollte er hier nicht bleiben und weitere erfolglose Probetrainings absolvierte er in Marseille, Lille und Bastia. In der Spielzeit 2003/04 wurde Costa zum Schlüsselspieler seiner Mannschaft. Sie sicherten sich am letzten Spieltag die guadeloupische Nationalmeisterschaft (Division d’Honneur), er gehörte mit seinen 15 Toren zu den fünf erfolgreichsten Torschützen der Liga. Daraufhin erzielte der Argentinier beim 3:1-Sieg im guadeloupischen Pokalfinale (Coupe de Guadeloupe) zwei Tore und somit hatte er maßgeblichen Anteil am Pokalsieg und am Double.
Nach mehreren Jahren und Endspielen, die der Argentinier erreicht hatte mit seiner Mannschaft, entschloss sich Tino Costa 2004 endgültig auf das französische Festland zur RC Paris zu wechseln. Für ihn war es eine große Umstellung vom Amateurfußball im klimahitzigen Küstenort zu den Halbprofis im klimakühlen europäischen Großstadt, die in der dritten Liga spielten. Er konnte sich schnell etablieren und bestritt in seiner ersten Saison 2004/05 nahezu 30 Spiele in der Startaufstellung.
In der darauffolgenden Spielzeit 2005/06 wechselte der Argentinier zum ebenfalls Drittligisten FC Pau nach Südwest-Frankreich. Dort verbrachte Tino Costa zwei Saisons und bestritt über 60 Ligaspiele.
Danach wechselte er an die Mittelmeerküste Südfrankreichs zum FC Sète. Wo der Argentinier nach seiner eigenen Meinung seinen endgültigen fußballerischen Durchbruch errang, indem der gelernte Linksverteidiger Tino Costa von der linken Außenbahn in das zentrale Mittelfeld umpositioniert wurde.

#### HSC Montpellier
Nach überzeugenden Leistungen beim FC Sète in der dritten Liga erhielt er von mehreren französischen Zweitligisten Angebote. Der Argentinier hat sich für das 35 Kilometer entfernte Montpellier entschieden und wechselte im Sommer 2008 zum HSC Montpellier. Gleich in seiner ersten Spielzeit (2008/09) avancierte Tino Costa zum Schlüsselspieler, unter anderem mit seinen erzielten acht Toren und über zehn Torvorbereitungen. Am letzten Spieltag trat er mit seiner Mannschaft als Drittplatzierte, waren Punktgleich mit dem Viertplatzierten US Boulogne, gegen den Zweitplatzierten Racing Straßburg, die zwei Punkte Vorsprung hatten. Der Argentinier schoss per Freistoß und bereitete ein Tor vor beim 2:1-Sieg gegen Straßburg. Tino Costa sicherte seiner Mannschaft die Vizemeisterschaft der Ligue 2 und den Aufstieg in die Ligue 1, der höchsten französischen Spielklasse. Außerdem versetzte er durch die herbeigeführte Niederlage für Racing Straßburg auf den vierten Platz und stiegen daher nicht mit auf.
In der Folgesaison 2009/10 sorgte der Argentinier und sein Mannschaftskollege Víctor Hugo Montaño mit den Dunkelblau-Orangen als Aufsteiger für Furore in der ersten Liga und spielten für eine Zeit um die französische Meisterschaft mit. Am Ende der Spielzeit reichte es für den fünften Rang und qualifizierten sich damit für die dritte Qualifikationsrunde der UEFA Europa League.
Er absolvierte für die Dunkelblau-Orangen in zwei Jahren 70 Pflichtspiele, schoss 15 Tore und 18 Torvorlagen.

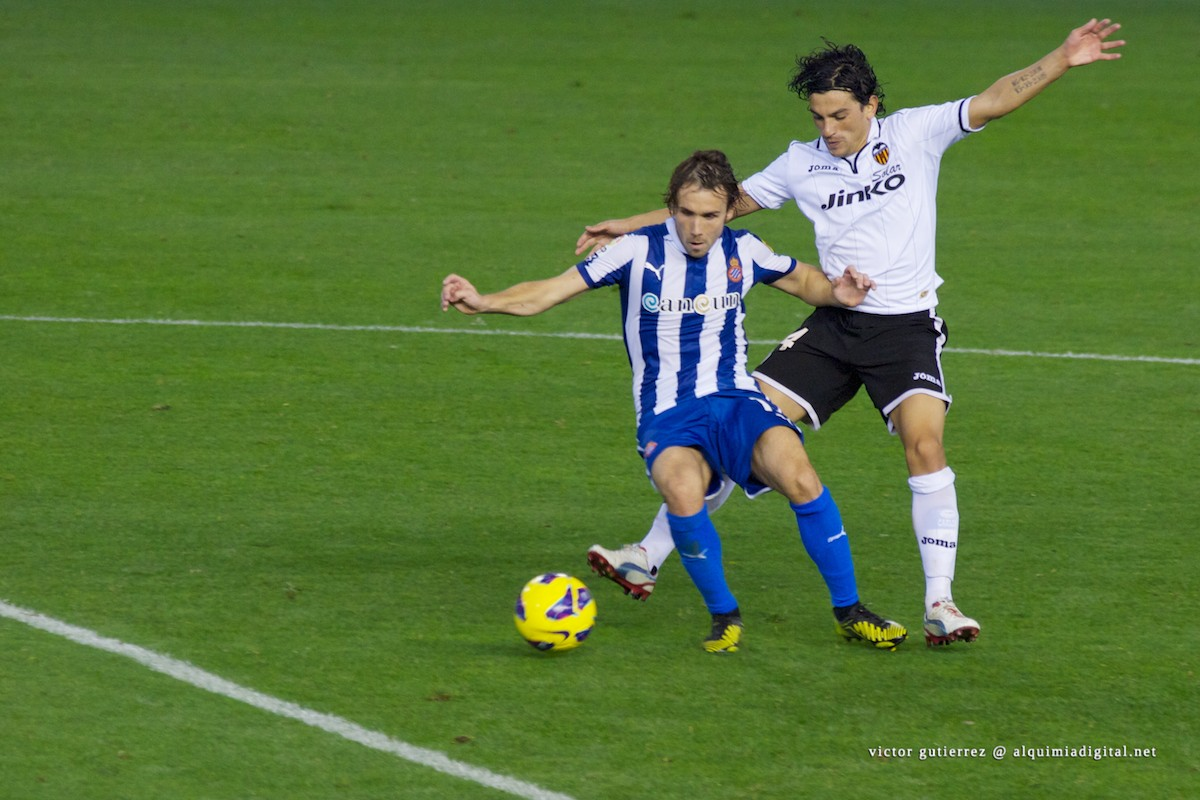
Tino Costa beim Zweikampf um den Ball, rechts im Bild (2013).

#### FC Valencia
Als Leistungsträger vom HSC Montpellier weckte Tino Costa das Interesse vom FC Valencia und verpflichteten ihn zur Saison 2010/11 für eine Ablösesumme in Höhe von 6,5 Millionen Euro. Er unterschrieb einen Vierjahresvertrag bei den Los Chés.
Im September 2010 feierte der Argentinier sein Europapokalspieldebüt und seine Tor-Premiere für die Valencianer in der UEFA Champions League mit einem spektakulären Fernschusstor zur 1:0-Führung gegen Bursaspor, welches 4:0 endete. Später im November 2010 feierte Tino Costa seine Ligator-Premiere in der spanischen Primera División gegen FC Getafe, außerdem war dieses erzielte Tor auch das 4000. Tor vom FC Valencia in der höchsten Spielklasse Spaniens.
In der Folgesaison 2011/12 erreichte er mit den Los Chés erneut den dritten Rang in der spanischen Meisterschaft. Ergänzend gelangen sie jeweils ins Halbfinale der Copa del Rey und der UEFA Europa League und schieden in beiden Pokalwettbewerben gegen die jeweiligen späteren Pokalsieger FC Barcelona bzw. Atlético Madrid aus.
Der Argentinier bestritt in drei Spielzeiten für die Valencianer 115 Pflichtspiele und schoss 16 Tore.

#### Spartak Moskau und Leihstationen in Italien
Im Juni 2013 wechselte Tino Costa für rund sieben Millionen Euro Ablöse zur Saison 2013/14 in die russische Premjer-Liga zu Spartak Moskau. Er absolvierte für Spartak 35 Pflichtspiele und erzielte drei Tore.
In der Wintertransferperiode der Spielzeit 2014/15 wechselte Tino Costa im Januar 2015 auf Leihbasis für zwölf Monate nach Nordwestitalien zum italienischen Erstligisten CFC Genua. In der darauffolgenden Wintertransferperiode (Saison 2015/16) wechselte er im Januar 2016 erneut auf Leihbasis, aber innerhalb Italiens in die toskanische Hauptstadt Florenz zu ACF Fiorentina für den Rest der Spielzeit, bis Ende Juni 2016.

#### Rückkehr nach Südamerika und ein Spanien-Intermezzo
Nachdem die ACF Fiorentina am Saisonende 2015/16 die Kaufoption für den Argentinier nicht in Anspruch nahm, wechselte er in seine Heimat nach Argentinien zum herbeigesehnten argentinischen Erstligisten Club Atlético San Lorenzo de Almagro für die absolvierte Tino Costa zwölf Pflichtspiele.
Zur Spielzeit 2017/18 wechselte der 32-jährige Argentinier im August 2017 erneut nach Europa zum spanischen Zweitligisten UD Almería und unterschrieb ein Einjahresvertrag mit einer Option für ein weiteres Jahr. Da dauerte sein Engagement eine Saisonlang man entkam als 18. Platzierter knapp dem Abstieg in die Drittklassigkeit, indem er 15 Pflichtspiele bestritt und zwei Tore schoss. Ansonsten hatte er mit Verletzungen am Muskel, Meniskus und am Oberschenkel zu kämpfen.
Nach der Saison in Spanien kehrte Tino Costa im Juli 2018 erneut nach Argentinien zurück und wechselte nach San Miguel de Tucumán zum argentinischen Erstliga-Aufsteiger CA San Martín de Tucumán.
Nachdem Abstieg 2019 mit CA San Martín de Tucumán in die Zweitklassigkeit (Primera B Nacional) wechselte er im Juni 2019 mit 34 Jahren zum kolumbianischen Rekordmeister Atlético Nacional als Ergänzungsspieler. 2020 kehrte er nach Tucumán zurück.

### In der Nationalmannschaft
Im Oktober 2010 wurde Tino Costa erstmals in die argentinische Nationalmannschaft nominiert, wobei er beim Länderspiel nicht zum Einsatz kam. Anfang Juni 2011 bestritt der 26-jährige Argentinier unter dem Nationaltrainer Sergio Batista sein Länderspieldebüt im Freundschaftsspiel gegen Nigeria. Dieses war einer seiner wenigen Länderspieleinsätze, wegen sehr starker Konkurrenz auf seiner Position.

## Erfolge
- RC Basse-Terre (2000–2004)
  - Guadeloupischer Meister: 2004[6]
  - Guadeloupischer Pokalsieger: 2004[6]
- HSC Montpellier (2008–2010)
  - Aufstieg in die Ligue 1 und Vizemeister der Ligue 2: 2009
  - Gewählt in das Team der Saison (Ligue 2) vom UNFP: 2008/09[22]

## Trivia
- Seinen Beinamen „Tino“ hat der Argentinier zum Teil seinem Großvater zu verdanken, er ähnelte einem Seifenopercharakter Faustino einer Fernsehserie. Dieses gefiel seiner Mutter nicht und verkürzte es noch entsprechend.[1][5]
- Tino Costa trägt eine Tätowierung in der Form des Autogramms von Diego Maradona.[5]